# Guarigione dei due ciechi

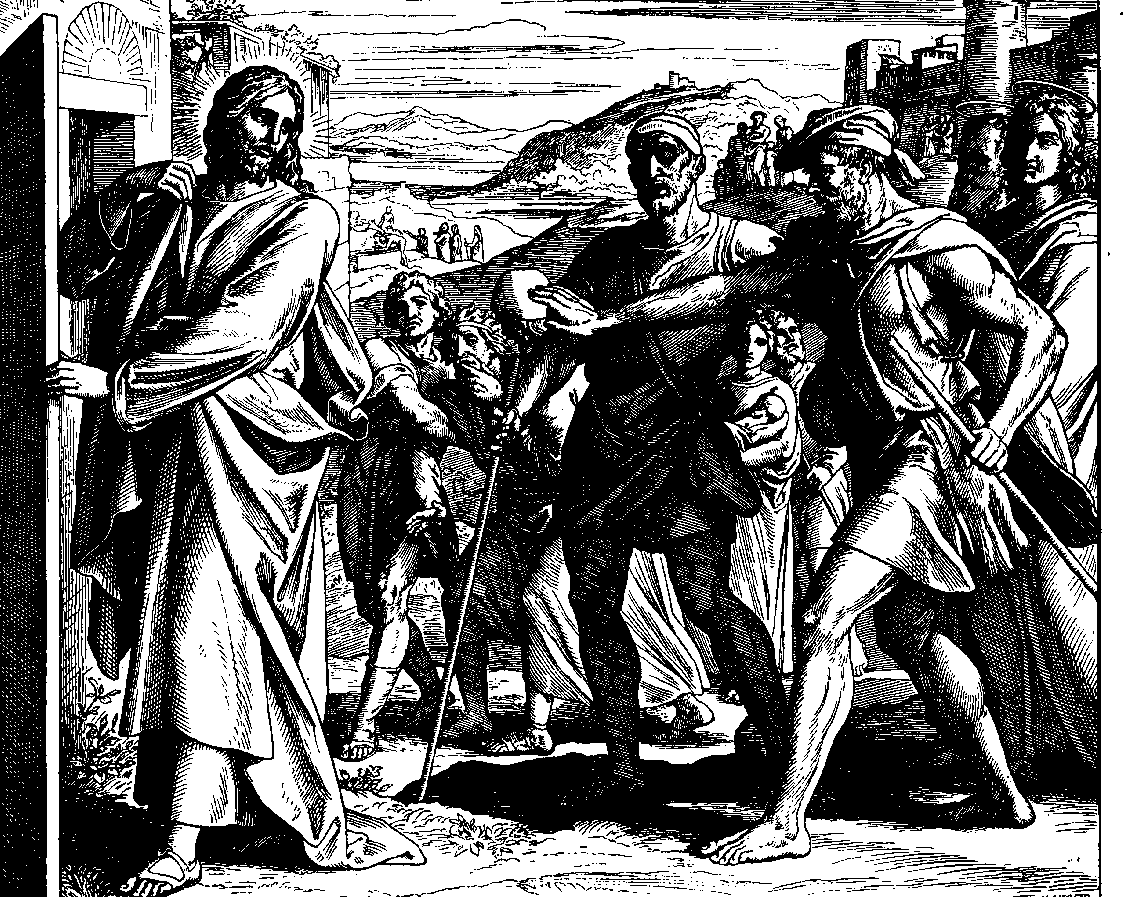
Cristo e i due ciechi di Julius Schnorr von Carolsfeld, diciannovesimo secolo.

La guarigione dei due ciechi è un miracolo compiuto da Gesù descritto solo nel Vangelo di Matteo (9,27-31).
Si colloca a Cafarnao subito dopo la Risurrezione della figlia di Giairo, raccontata nello stesso capitolo. Uscendo dalla casa di Giairo, Gesù è scorto da due ciechi che lo seguono gridando: «Figlio di Davide, abbi pietà di noi». Entrato in casa sua, Cristo viene attorniato dai due infermi e domanda loro se lo ritengono capace di un simile prodigio. Di fronte alla loro fermezza, pone le mani sui loro occhi e restituisce a ciascuno la vista come premio per la loro fede. A miracolo compiuto, Gesù vieta loro di diffondere informazioni sul miracolo ma i due, incuranti, ne diffondono la fama in tutta la Galilea.